# Vacanță la Mamaia
Vacanță la Mamaia este un film românesc din 1963 regizat de Nina Behar.